# Ausstellung der faschistischen Revolution

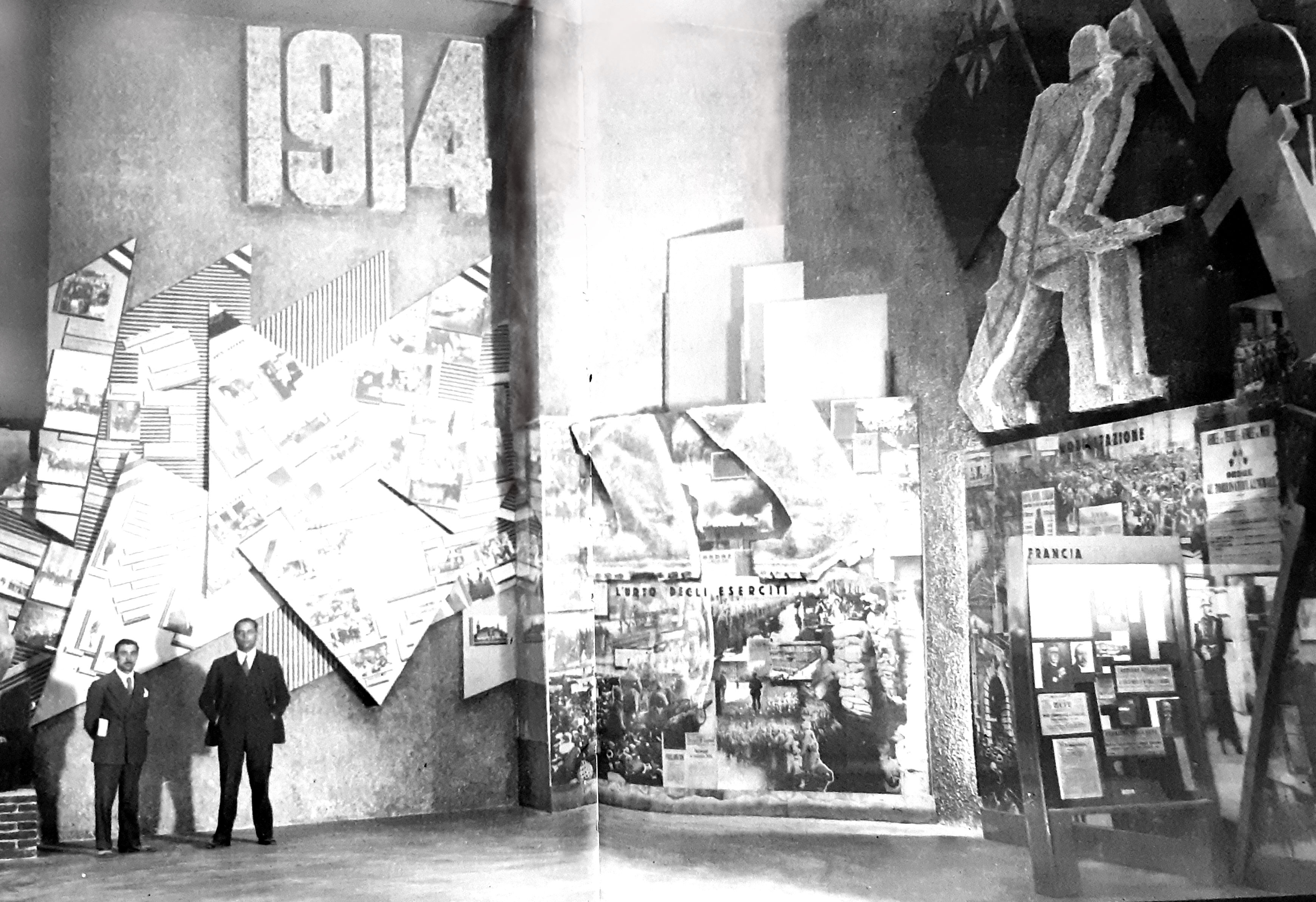
Einer der Ausstellungsräume (1934)

Die Ausstellung der faschistischen Revolution (italienisch: Mostra della Rivoluzione Fascista) war eine Ausstellung, die von 1932 bis 1934 im Palazzo delle Esposizioni in Rom stattfand. Sie wurde am 28. Oktober 1932 von Benito Mussolini eingeweiht und hatte 4 Millionen Besucher.
Sie wurde 1937 und 1942 wiederholt, dies fiel mit den fünfjährigen Wiederholungen des Marsches auf Rom zusammen, erreichten aber keinen ähnlichen Erfolg beim Publikum. Direktor und Designer war Dino Alfieri, Mitarbeiter waren Luigi Freddi und Cipriano Efisio Oppo.
Die Ausstellung präsentierte die Entwicklung der italienischen Geschichte von 1914 bis zum Marsch auf Rom. Sie war als faschistisches Propagandawerk konzipiert, um das Publikum emotional zu beeinflussen und zu engagieren. Aus diesem Grund wurden nicht nur Historiker, sondern auch Vertreter verschiedener künstlerischer Strömungen der Zeit wie Mario Sironi, Enrico Prampolini, Gerardo Dottori, Adalberto Libera und Giuseppe Terragni zur Mitarbeit an der Ausstellung aufgerufen.